# Ken Hodge
Kenneth Raymond „Ken“ Hodge senior (* 25. Juni 1944 in Birmingham, England) ist ein ehemaliger kanadischer Eishockeyspieler, der im Verlauf seiner aktiven Karriere zwischen 1964 und 1978 unter anderem 977 Spiele für die Chicago Black Hawks, Boston Bruins und New York Rangers in der National Hockey League auf der Position des Centers bestritten hat. In Diensten der Boston Bruins gewann Hodge in den Jahren 1970 und 1972 den Stanley Cup. Sein Sohn Ken Hodge junior war ebenfalls professioneller Eishockeyspieler.

## Karriere
Während seiner Juniorenzeit spielte Hodge zusammen mit Phil Esposito und Poul Popiel bei den St. Catharines Teepees in der Ontario Hockey Association, die dann zu den St. Catharines Black Hawks wurden.
Nach Ende seiner letzten Juniorensaison spielte er kurz bei den Buffalo Bisons in der American Hockey League und kam auch zu einem Einsatz bei den Chicago Black Hawks in der National Hockey League. Da im Kader der Black Hawks überwiegend kleingewachsene Spieler standen, teilte man Hodge, der sich in der Saison 1965/66 in der NHL durchsetzte, die Rolle des Abräumers zu. Da er noch läuferische Defizite hatte, fand er sich mit dieser Rolle ab, auch wenn sie nicht seinem Naturell entsprach und seine offensiv Qualitäten nicht genutzt wurden.
Zur Saison 1967/68 wurde er gemeinsam mit Phil Esposito und Fred Stanfield in einem der einseitigsten Tauschgeschäfte der NHL-Geschichte für Pit Martin und Gilles Marotte an die Boston Bruins abgegeben. Zusammen mit Wayne Cashman und Esposito bildete er die Top-Sturmreihe der Bruins. Nun, von der ungeliebten Rolle als Raubein befreit, nutzte er seinen exzellenten Schuss und wurde einer der besten Scorer der Liga. Doch bei den Fans kam diese neue Rolle nicht gut an. Je mehr er sich auf das Toreschießen verlegte, umso mehr wurde er ausgebuht. Die Zuschauer hatten einen körperbetont spielenden Angreifer erwartet und dem wollte er nicht gerecht werden. Mit seinem Trainer Harry Sinden kam er nicht gut zurecht. Als dieser nach dem Stanley-Cup-Sieg 1970 den Trainerposten an Tom Johnson übergab, erreichte Hodge erstmals über 100 Punkte, was auch an häufigeren Einsätzen beim Powerplay lag. Er stellte sein Spiel auch auf einen neuen Schläger um. Bis dahin hatte er mit einem stark gebogenen Schläger gespielt, nun mit einem fast geraden Stock, nahm er den Rückhandschuss in sein Repertoire auf. 
Als Don Cherry die Bruins als Trainer übernahm, hatte Hodge wieder ein Problem mit dem Trainer. Zur Saison 1976/77 wechselte er zu den New York Rangers. Im Gegenzug kam Rick Middleton nach Boston. Nach einer ordentlichen Saison in New York, musste er in der zweiten Spielzeit meist in die AHL zu den New Haven Nighthawks. 1978 beendete er seine aktive Karriere zunächst, kehrte zur Spielzeit 1979/80 aber noch einmal zu den Binghamton Dusters in die AHL zurück. Anschließend trat Hodge im Alter von 36 Jahren ein zweites und letztes Mal vom aktiven Sport zurück.

## Erfolge und Auszeichnungen
| - 1965 Eddie Powers Memorial Trophy - 1965 OHA First All-Star Team - 1970 Stanley-Cup-Gewinn mit den Boston Bruins - 1971 Teilnahme am NHL All-Star Game - 1971 NHL First All-Star Team | - 1972 Stanley-Cup-Gewinn mit den Boston Bruins - 1973 Teilnahme am NHL All-Star Game - 1974 Teilnahme am NHL All-Star Game - 1974 NHL First All-Star Team |

## Karrierestatistik
(Legende zur Spielerstatistik: Sp oder GP = absolvierte Spiele; T oder G = erzielte Tore; V oder A = erzielte Assists; Pkt oder Pts = erzielte Scorerpunkte; SM oder PIM = erhaltene Strafminuten; +/− = Plus/Minus-Bilanz; PP = erzielte Überzahltore; SH = erzielte Unterzahltore; GW = erzielte Siegtore; 1 Play-downs/Relegation; Kursiv: Statistik nicht vollständig)